# آرامگاه آقا محسن اراکی
آرامگاه آقا محسن اراکی مربوط به دوره قاجار است و در اراک، یکی ازدروازه قدیمی شهر، دروازه شهر جرد واقع شده و این اثر در تاریخ ۹ فروردین ۱۳۷۸ با شمارهٔ ثبت ۲۲۹۳ به‌عنوان یکی از آثار ملی ایران به ثبت رسیده است.